# Torneo de Tokio 2011
El Torneo de Tokio es un evento de tenis que se disputa en Tokio, Japón,  se juega entre el 3 de octubre y el 9 de octubre de 2011.

## Campeones
- Individuales masculinos:  Andy Murray derrota a  Rafael Nadal por 3–6, 6–2, 6–0

- Dobles masculinos:  Andy Murray /  Jamie Murray derrotan a  František Čermák /  Filip Polášek por 6–1, 6–4